# Laghdir
Laghdir  (in arabo لغدير‎?) è un centro abitato e comune rurale del Marocco situato nella provincia di Chefchaouen, regione di Tangeri-Tetouan-Al Hoceima. Conta una popolazione di 7 284 abitanti (censimento 2014).